# Tugenide
Tugenide (in greco antico: Θουγενίδης?, Thougenídēs; ... – ...) è stato un commediografo greco antico.

## Biografia
Poeta di genere comico, di Tugenide non si conosce nessun dettaglio biografico, anche perché le citazioni sparute che abbiamo di lui non rimandano ad alcuna allusione storica, né le fonti ci parlano di lui e della sua attività, se non che fosse un commediografo.

## Opere
Della produzione drammaturgica di Tugenide, che si può presumere non ampia né eccelsa, vista la scarsità di testimonianze, ci rimane il titolo di un'opera, I Giudici(Dikastai) e alcuni frammenti.